# 双叉细柄茅
双叉细柄茅（学名：Ptilagrostis dichotoma）为禾本科细柄茅属下的一个种。